# Des Koch
Desmond Dalworth "Des" Koch, född 10 maj 1932 i Lincoln County i Tennessee, död 26 januari 1991 i Los Angeles, var en amerikansk friidrottare.
Koch blev olympisk  bronsmedaljör i diskus vid sommarspelen 1956 i Melbourne.